# Manmay Bèlè
Albums de Edmond Mondésir
Mélodi Bèlè
(1995) Emosion Bèlè - Les chants du père, la musique du fils
(2006)
Manmay Bèlè est le deuxième album solo de Edmond Mondésir sorti en 2002.
C'est un nouvel album consacré aux chants bèlè après celui de 1995 Mélodi Bèlè.

## Pistes
1. Manmay Bèlè
2. Koulè La Kanpann La
3. Nou Matinitjé
4. Manzel Tala
5. Lè Nou Rivé Isi
6. Man Noéma
7. Menm Si
8. Annou Dansé Bèlè
9. Dé
10. Manman Lago
11. Lanné Tala
12. Bwa Léza